# Otto Geib
Otto Geib (* 12. Januar 1859 in Tübingen; † 3. August 1920 ebenda) war ein deutscher Jurist und Professor der Rechte.

## Leben
Geib war der Sohn des Juristen Karl Gustav Geib (1808–1864), der kgl. Ministerialrat in Griechenland (Justizministerium) und Professor für Straf- und Prozessrecht in Zürich und Tübingen gewesen war. Seine Mutter Luise, geb. Abegg, (1823–1907) war eine Tochter des Heidelberger praktischen Theologen Johann Friedrich Abegg.
Otto Geib legte 1876 sein Abitur am Gymnasium in Tübingen ab, daran schloss sich bis 1877 ein Aufenthalt in England an. Von 1877 bis 1880 studierte er Rechtswissenschaften in Tübingen und Berlin. 1877 wurde er Mitglied der Tübinger Studentenverbindung Akademische Gesellschaft Stuttgardia. Nach dem Studium durchlief er von 1881 bis 1883 das Justizreferendariat. Seine gesamte weitere akademische Laufbahn vollzog sich in Tübingen: 1882 wurde er promoviert, 1884 habilitiert. 1886 wurde er Titularprofessor, 1891 dann planmäßiger außerordentlicher Professor für Römisches Recht. Im Jahr 1900 erlangte er eine Honorarprofessur für Römisches Recht und württembergisches Privatrecht, bevor er 1906 eine ordentliche Professur für Römisches Recht, deutsches bürgerliches Recht, württembergisches Privatrecht und Zivilprozess erreichte.
Geib war ledig und hatte keine Kinder. In den letzten Lebensjahren erblindete er vollständig wegen einer Netzhautablösung. Er liegt auf dem Tübinger Stadtfriedhof begraben.

## Veröffentlichungen (Auswahl)
- Die rechtliche Natur der Actio communi dividundo. Laupp, Tübingen 1882 (Tübingen, Univ., Diss., 1882).

- Die Person des pigneraticisch Berechtigten und des pigneraticisch Verpflichteten nach römischem Recht. Kröner, Stuttgart 1884 (Tübingen, Univ., Habil., 1882).
- Actio fiduciae und Realvertrag. In: Zeitschrift der Savigny-Stiftung für Rechtsgeschichte. Romanistische Abteilung, Bd. 8 (1887), S. 112–155.
- Zur Dogmatik des römischen Bürgschaftsrechts. Laupp, Tübingen 1894.
- Die Compensation mit rechtshängigen Forderungen. In: Archiv für die civilistische Praxis 85 (1896), S. 161–201.
- Theorie der gerichtlichen Compensation. Laupp, Tübingen 1897.
- Die Pfändung eingebrachter, im Besitz des Manns befindlicher Mobilien. In: Archiv für die civilistische Praxis, Bd. 97 (1905/06), S. 161–210.
- Heinrich Degenkolb †. In: Archiv für die civilistische Praxis, Bd. 106 (1910), S. 1–51.
- Rechtsschutzbegehren und Anspruchsbetätigung im deutschen Zivilprozess. Beck, München 1909 (ND 1995).
- Die Zwangsvollstreckung in den anfechtbaren Erwerb eines Kriegsteilnehmers. Ein Beitrag zur Lehre von der Gläubigeranfechtung. In: Archiv für die civilistische Praxis, Bd. 113 (1915), S. 335–375.
- Die Gläubigeranfechtung nach § 864, 2 ZPO. In: Archiv für die civilistische Praxis, Bd. 115 (1917), S. 58–83.
- Gläubigeranfechtung durch Einrede. In: Archiv für die civilistische Praxis, Bd. 119 (1921), S. 157–285.